# Radosław Gilewicz
Radosław Gilewicz (Chełm Śląski, 8 maggio 1971) è un ex calciatore polacco, di ruolo attaccante.

## Palmarès

### Club
- Campionato austriaco: 4

Tirol Innsbruck: 1999-2000, 2000-2001, 2001-2002
Austria Vienna: 2002-2003
- Coppa d'Austria: 2

Austria Vienna: 2003, 2005
- Coppa di Germania: 1

Stoccarda: 1996-1997

### Individuale
- Calciatore austriaco dell'anno: 1

2000
- Capocannoniere della Bundesliga austriaca: 1

2000-2001 (22 reti)